# Mario Barabino
Mario Barabino (fl. XX secolo) è stato un calciatore italiano, di ruolo centrocampista.

## Carriera
Cresciuto nell'Andrea Doria, passò nel 1914 al Genoa, sodalizio con cui esordì il 25 aprile 1915 nella vittoria casalinga contro l'Inter per cinque a tre.
In quella stagione vinse lo scudetto, benché gli venisse assegnato solo al termine del primo conflitto mondiale che aveva causato l'interruzione del campionato.
Iniziò la stagione seguente ancora con i rossoblu ma disputò la Coppa Federale tra le file del Savona. Al termine la guerra giocò per una stagione con la Giovani Calciatori Genova che arrivò ultima nel Campionato Ligure della Prima Categoria 1921-1922.
Nella stagione 1922-1923 passa alla Rivarolese, che retrocederà in cadetteria.
Nel 1923 passa l'Andrea Doria, club nel quale chiuderà la carriera.

## Palmarès

### Club

#### Competizioni nazionali
- Campionato italiano: 1

Genoa: 1914-1915